# 204 aC
El 204 aC va ser un any del calendari romà prejulià. A la República i a l'Imperi Romà es coneixia com l'Any del Consolat de Ceteg i Tudità (o també any 550 Ab urbe condita). L'ús del nom «204 aC» per referir-se a aquest any es remunta a l'alta edat mitjana, quan el sistema Anno Domini va ser el mètode de numeració dels anys més comú a Europa.

## Esdeveniments

### Antic Egipte
- Ptolemeu V Epífanes puja al tron d'Egipte gràcies a Sosibi, tutor del jove rei, però queda sota la tutela d'Agatoclea, l'amistançada de Ptolemeu IV Filopàtor, el rei difunt.[2]

### Imperi Selèucida
- Antíoc III fa un acord secret amb Filip V de Macedònia per repartir-se el regne d'Egipte. Les possessions gregues, les illes i Cirene serien pel Regne de Macedònia, i les possessions a l'Àsia Menor i Xipre pels selèucides.[3]

### República de Roma
- Aquest any són elegits cònsols Marc Corneli Ceteg i Publi Semproni Tudità.[4]
- Semproni Tudità rep la província del Brútium per fer la guerra contra Hanníbal. A la rodalia de Crotona va tenir lloc la batalla de Crotona, on el cònsol pateix una severa derrota i perd 1.200 homes, però al cap de poc contraataca i derrota a Hanníbal que s'ha de refugiar darrere les muralles de la ciutat. Per guanyar aquesta batalla el cònsol fa el vot de construir un temple a la Fortuna Primigenia.[5]
- S'introdueix oficialment el culte de Cíbele a Roma. Es rep la pedra negra de la Mare Idea (la Gran Mare Frígia) que era a Pessinunt. La pedra, cedida per Àtal I de Pèrgam a petició dels romans, arriba a Òstia, i pot desembarcar amb l'ajuda miraculosa de la vestal Clàudia Quinta. El culte, lligat al d'Atis, el seu amant divinitzat, té un caràcter oriental i va acompanyat de ritus orgiàstics.[6]

### Cartago
- El general cartaginès Hasdrúbal, després de perdre la seva aliança amb el cabdill númida Masinissa I, troba un nou aliat en el rei de Numídia Occidental Sifax, que es casa amb la seva filla Sofonisba.[7]
- El procònsol romà Publi Corneli Escipió, malgrat l'oposició de Quint Fabi Màxim Berrugós, surt de Lilibèon i desembarca prop d'Útica a l'Àfrica sense que la flota cartaginesa hi intervingui. Porta amb ell entre 12.000 i 30.000 soldats i immediatament se li uneix Masinissa I. No aconsegueix dominar Útica però amb l'ajut del cap númida obté diverses victòries menors.[8]
- Cartago envia al general Hasdrúbal amb un exèrcit de trenta mil homes i tres mil cavallers als que se'ls uneix Sífax amb 50.000 númides i deu mil cavallers. Amb aquestes forces al davant, Escipió ha d'aixecar el setge d'Útica i establir-se en una posició protegida a un promontori a la costa. Hasdrúbal i Sífax aixequen dos campaments separats i bloquegen al romà l'hivern del 204 aC fins al 203 aC.[9]

## Necrològiques
- Hannó, noble cartaginès enviat amb 500 cavallers per reconèixer i vigilar a Publi Corneli Escipió que acabava de desembarcar a Àfrica. Es va apropar massa al campament romà i és descobert i atacat per la cavalleria romana que el derrota i mata juntament amb els cavallers acompanyants.[10]
- Arsínoe III, reina d'Egipte casada amb el seu germà Ptolemeu IV Filopàtor. La va matar Filamó, enviat pel ministre Sosibi. A la mort de Filopàtor les seves amigues la van venjar entrant a casa de Filamó al que van matar junt amb la seva esposa i el seu fill.[11]